# ジロ・デ・イタリア 1987
ジロ・デ・イタリア 1987はジロ・デ・イタリアとしては70回目の大会。1987年5月21日から6月13日まで、全22ステージで行われた。

## 概要
第3ステージのチームタイムトライアル終了後にマリア・ローザを得たアイルランドのステファン・ロッシュは、第8ステージを除き第12ステージまでマリア・ローザを堅持していた。
しかし、第13ステージで、ロッシュが所属するカレラチームの同僚であり、前年のジロの覇者である、ロベルト・ヴィセンティーニがプロローグ以来のマリア・ローザを奪取。カレラチームとしては、この時点でロッシュにヴィセンティーニのアシスト役に回るよう指示したが、ロッシュはこれを拒否。第14ステージ以降、ロッシュはロバート・ミラーらの力を借りて単独アタックに出た。その結果、第15ステージ終了後、ヴィセンティーニからマリア・ローザを奪取。またカレラチーム側も、この時点でヴィセンティーニにロッシュへのサポートを指示した。だが、狐につままれた格好となったヴィセンティーニは、ジロ連覇への意欲を燃やし単独アタックを試みた。しかし、そのアタックは失敗に終わり、結局途中棄権せざるを得なくなった。
ロッシュは以後もマリア・ローザを守りきって総合優勝を果たす。
ロッシュはその後、ツール・ド・フランス、世界自転車選手権を制し、1974年のエディ・メルクス以来のトリプルクラウンを達成した。

## 結果

### 総合成績
|    | 選手名                         | 国籍           | 時間            |
| -- | ------------------------------ | -------------- | --------------- |
| 1  | ステファン・ロッシュ           | アイルランド   | 105時間39分42秒 |
| 2  | ロバート・ミラー               | イギリス       | +3分40秒        |
| 3  | エリック・ブロイキンク         | オランダ       | +4分17秒        |
| 4  | マリノ・レハレタ               | スペイン       | +5分11秒        |
| 5  | フラヴィオ・ジュッポーニ       | イタリア       | +7分42秒        |
| 6  | マルコ・ジョヴァンネッティ     | イタリア       | +11分05秒       |
| 7  | フィル・アンダーソン           | オーストラリア | +13分36秒       |
| 8  | ペーター・ウィネン             | オランダ       | +13分56秒       |
| 9  | ヨハン・ファン・デル・フェルデ | オランダ       | +13分57秒       |
| 10 | スティーブ・バウアー           | カナダ         | +14分41秒       |

### マリア・ローザ保持者
| 選手名                     | 国籍         | 首位区間                     |
| -------------------------- | ------------ | ---------------------------- |
| ロベルト・ヴィセンティーニ | イタリア     | プロローグ、第13-第14        |
| エリック・ブロイキンク     | オランダ     | 第1-第2                      |
| ステファン・ロッシュ       | アイルランド | 第3-第7、第9-第12、第15-最終 |
| エドゥアルド・ロッキ       | イタリア     | 第8                          |

### 各部門賞結果
| 第70回 ジロ・デ・イタリア 1987 |                                            |
| 全行程                         | 22区間、3911km                             |
| 総合優勝                       | ステファン・ロッシュ 105時間39分42秒       |
| 2位                            | ロバート・ミラー +3分40秒                  |
| 3位                            | エリック・ブロイキンク +4分17秒            |
| ポイント賞                     | ヨハン・ファン・デル・フェルデ 175ポイント |
| 2位                            | パオロ・ロソーラ 171ポイント               |
| 3位                            | ステファン・ロッシュ 153ポイント           |
| 山岳賞                         | ロバート・ミラー 97ポイント                |
| 2位                            | ジャンクロード・バゴ 53ポイント            |
| 3位                            | ヨハン・ファンデルフェルデ 32ポイント      |